# Jeanne Bonin-Pissarro
 (février 2025).
Si vous disposez d'ouvrages ou d'articles de référence ou si vous connaissez des sites web de qualité traitant du thème abordé ici, merci de compléter l'article en donnant les références utiles à sa vérifiabilité et en les liant à la section « Notes et références ».
Pour les articles homonymes, voir Bonin et Pissarro.
Jeanne Bonin-Pissarro, dite « Cocotte », née le 27 août 1881 à Pontoise et morte le 3 juillet 1948 à Paris 7e, est la fille du peintre Camille Pissarro et de Julie Vellay. Elle fait l'objet de plusieurs tableaux de son père et épouse le peintre Alexandre Bonin.

## Biographie
Jeanne Pissarro est la fille du peintre Camille Pissarro et de Julie Vellay.
Elle s'est mariée avec le peintre Alexandre Bonin le 11 juin 1908 à Paris.